# San José Chacayá
San José Chacayá è un comune del Guatemala facente parte del dipartimento di Sololá.